# Cwjatko Boboszewski
Cwjatko Petrow Boboszewski (bułg. Цвятко Петров Бобошевски; ur. 8 sierpnia 1884 we Wracy, zm. 23 grudnia 1952 w Sofii) – bułgarski polityk i prawnik, działacz Zjednoczonej Partii Narodowo-Postępowej, minister sprawiedliwości (1924–1926), minister handlu, przemysłu i pracy (1923–1924, 1926–1930), deputowany do Zwyczajnego Zgromadzenia Narodowego 21. (1923–1927), 22. (1927–1931) i 23. (1931–1934) kadencji.

## Życiorys
Syn zamożnego kupca Petara Boboszewskiego z Wracy. Uczył się początkowo we Wracy, a następnie w sofijskiej szkole dla chłopców. Po ukończeniu studiów prawniczych w Paryżu w 1906 powrócił do Wracy, gdzie pracował w wyuczonym zawodzie. 
Działał w Partii Narodowej, a od 1920 w Zjednoczonej Partii Narodowo-Postępowej, w której pełnił funkcję sekretarza. Brał czynny udział w przygotowaniach do zamachu stanu 9 czerwca 1923. Po przewrocie objął stanowisko ministra handlu, przemysłu i pracy w gabinecie Aleksandra Cankowa. Podobnie jak większość członków jego partii przyłączył się do Porozumienia Demokratycznego. W 1924 objął tekę ministra sprawiedliwości. Był odpowiedzialny za represje wobec komunistów po zamachu bombowym w Cerkwi Świętej Niedzieli w 1925, w którym zginął jego brat Spas. W 1926 powrócił do resortu handlu, przemysłu i pracy w gabinecie Andreja Lapczewa. 
W 1934 wspierał zamach stanu, a po nim objął funkcję prezesa państwowego banku hipotecznego. W okresie II wojny światowej był przeciwnikiem współpracy Bułgarii z Niemcami. Po przewrocie komunistycznym 9 września 1944 objął stanowisko regenta (wraz z Wenelinem Ganewem i Todorem Pawłowem), działając w imieniu małoletniego Symeona II. Funkcję tę pełnił do zniesienia monarchii we wrześniu 1946, współpracując blisko z władzami komunistycznymi. Zmarł w 1952 w Sofii.
Był żonaty (żona Jona z d. Moszanowa), miał dwie córki. Był odznaczony francuską Legią Honorową. W 2011 we Wracy odsłonięto popiersie Boboszewskiego.